# Византијско-грузијски ратови
Византијско-грузијски ратови (груз. ბიზანტიურ-ქართული ომები) били су низ сукоба у периоду од 11−13. века у неколико стратешких округа на византијско-грузијским границама.

## Позадина
Интегритет самог Византијског царства био је под озбиљном претњом након што је побуна избила 976. год и узела маха у пуном обиму, њу је предводио Варде Склира. Због озбиљности ситуације, грузијски принц Давид III од Тао-а помогао је Василију II и након одлучне победе лојалиста у бици за Панкалију, награђен је владавином над кључним царским територијама на истоку Мале Азије. Међутим, Давидово одметање од Василија у побуни Варде Фоке из 987. год изазвло је неповерење Константинопоља према грузијским владарима. Након неуспеха побуне, Давид је био приморан да Василија II назначи за наследника своје огромне имовине.
Овај споразум уништио је претходни споразум којим је Давид начинио свог усвојеног сина, Баграта III Грузијског, својим наследником. Када је Давид умро почетком 1001, Василије II је преузео оне територије које су чиниле његово наследство - Тао, Теодосипољ, Пасиан и област око језера Ван (Апахуник) са градом Манцикерт – и придодао их теми Иберије.
Следеће године грузијски принц Гурген, природни отац Баграта III, кренуо је да преузме Давидово наследство, али га је онемогућио византијски генерал Нићифор Уран, дукс Антиохије, присиљавајући наследника Грузијског Багратида да призна ново преуређење. Упркос овим неуспесима, Баграт је могао да постане први краљ јединствене грузијске државе 1008. Умро је 1014. године, а његов син, Георгије I, наследио је дугогодишњу обавзу да поврати оне територије у Тао-у које су биле у византијским рукама.

## Поход Василија II на Грузију
Млади и амбициозни Георгије I покренуо је поход за обнову наследства Давид Куропата у Грузији и заузео Тао 1015-1016. год. Он је Такође ушао у савез са египатским фатимидским калифом, Ел-Хакимом (996—1021), који је тиме ставио Василија у тешку ситуацију, присиљавајући га да се уздржи од оштрог одговора на Георгијеву офанзиву.
Осим тога, Византинци су у то време били укључени у исцрпљујући рат са Бугарским царством, ограничавајући своје акције на запад. Али чим је Бугарска освојена 1018, а Ел-Хаким више није био жив, и Василије је повео своју војску против Грузије. Припреме за велики поход против Краљевине Грузије покренуте су у неколико фаза, почев од поновног утврђивања Теодосиопоља. У јесен 1021. године Василије, који је био на челу велике војске ојачане од стране Варијашке гарде, напао је грузијце и њихове јерменске савезнике, повративши Басиане напредовао је даље до граница области Таоа у унутрашњој Грузији. Краљ Георгије је запалио град Олтиси како би спречио да падне у непријатељске руке и повукао се у Колу. Дана 11. септембра се одиграла крвава битка код села Ширимни на језеру Палаказио (сада Чилдир, Турска), а цар је извојевао скупу победу, присиљавајући Георгија да се повуче према северу у своје краљевство. Опустошивши земљу на свом путу, Василије се повукао у зиму у Трапезунт.
Затим је уследило неколико покушаја преговора о сукобу, а у међувремену, Георгије је добио појачања од Кахетијаца и придружио се византијским командантима начелу са Нићифором Фоком и Нићифором Ксифијом у њиховој безуспешној побуни у залеђини царства. У децембру је Георгијев савезник, Јерменијски краљ Сенекерим Васпуракан, који је био узнемираван од Турака Селџука, предао је своју краљевину цару. Током пролећа 1022. године, Василије је покренуо коначну офанзиву, остваривши велику победу над Грузијцима код Свиндакса. Нападнут и копном и морем, краљ Георгије предао је Тао, Басијану, Колу, Артану и Џавахети, а оставио свог сина Баграта као заробљеника у Василијевим рукама.

## Грузијски грађански рат

### Деметрије од Кларјетија
Убрзо после доласка Баграта IV на престо, Константин VIII је послао војску да преузме кључну градску тврђаву познату као Артануџија у име грузијског принца Багратида Деметрија, сина Гургена из Клархјета, који је био одузеота деди Баграта IV-а, Баграту III, а која је представљала његово наследно добро у Артануји почетком 1010-их. Неколико грузијских племића пребегло је Византији, али су се верни поданици Баграт-а тврдоглаво борили. Византинци су превладали у грузијским пограничним подручјима и опколили Клдекари, кључну тврђаву у провинцији Триалети, али нису успели да је заузму и вратили су се назад на област Шавшети. Локални епископ Саба Тбети организовао је успешну одбрану подручја које је било угрожено што је византију приморало на промену тактике.
Затим је цар Константин VIII је послао Деметрија из Анакопије, прогнаног грузијског принца, кога су многи сматрали легитимним претендентом престола, да силом прузме грузијску круну. Константинова смрт 1028. године учинила је да дође до прекида инвазије, а 1030. регент, краљица Мариам која је постала удовица посетила је новог цара Романа III (1028—1034). Преговарала је о мировном споразуму и вратила се уз високу византијску титулу куропалата за Баграт 1032. године. Марија му је такође довела византијску принцезу Хелену као супругу.

### Деметрије од Анакопија
У пероду око 1033. године двор се суочио са другом династичком невољом, овог пута са Багратовим полубратом Деметријем из Анакопије, сином Јоргона I из његовог другог брака са Алдом из Аланије. Деметриус и Алда су живли у Анакопији, тврђави у Абхазији, коју им је оставио покојни краљ Георге I. Напори Багратове мајке Мариам да придобију Деметриусову лојалност према круни били су узалудни. Угрожена од стране Баграта, Алда је прешла на Византијску страну и предала Анакопију цару Роману III 1033. год, који је наградио њеног сина Деметрија звањем магистра. Према Грузијским хроникама: Краљ Баграт је поразио обједињену војску својих противника и потом опколио Анакопију, а онда се вратио, остављајући Отагоа Чачасдзеа и његову војску да преузму управу над тврђавом.

### Липарит IV од Калдекарија
Године 1038. Липарит IV, војвода Клдекарија био је на врло близу заробљавања грузијског града Тбилисија, који је вековима био под муслиманским утицајем; али страхујући од његове растуће моћи, грузијски племићи су ометали овај план и убедили краља да сарађује са емиром Тбилисија. Као резултат, Липарит се претворио у заклетог непријатеља Баграта и почео активно сарађивати са страним силама како би спровео освету. Око 1039. године, он је обећао своју подршку Багратовом полубрату Деметрију из Анакопије који се вратио у Грузију са византијском војском како би преузео круну.
Претенденти су уживали у бројним успесима против краљевских војски, упркос њиховим напорима да преузму кључну тврђаву, Атени што је испоставиће се било узалудно, Липарит и Византинци су извојевали велику победу у бици код Сасиретија, где је Баграт претрпео пораз и био присиљен да се повуче са свог источног поседа и да се склони у западне грузијске висоравани. Међутим, Деметрије је неочекивано умро 1042. године. Алда је, са сином Деметријем Давидом, побегла у родну Аланију. Липарит је наставио борбу против Баграта и постао је главни поборник византијског утицаја у региону.
Баграт је апеловао на цара Константина IX, и договорио је путем византијског посредовања да Липарит треба да добије готово половину краљевства (јужно од реке Мтквари) само као послушан објект краља Грузије. Тако је у периоду од 1045. до 1048. год Липарит IV, војвода области као што су Триалети, Аргвети, Доња и Горња Иберија, принц-Констабле Грузије, постао је најмоћнија особа у Краљевству. Не без разлога, арапски хроничар Ибн ел-Атхир га назива "краљем Абасагијана [тј. Грузијаца]". Липарит, кога византијски писци зову Липарити, уједно је био византијски званичник са престижним чином магистра (а можда и куропалата).
Током селџучког похода на Анадолију 1048. године, Липарит, који се борио на византијској страни, био је заробљен у бици код Капетрона. Баграт је то искористио и вратио се на своје источне поседе. Краљева срећа се брзо преокренула, међутим, након повратка Липарита из заточеништва 1049 или 1051. Бунтовни војвода присилио је Баграта да бежи у Константинопољ, где је био задржан, што је био резултат Липаритових интрига, и порајало три године. У одсуству Баграта (1050—1053), Липарит је био ефикасан владар Грузије; чак је поставио Багратовог сина Георгија II као краља и проглашен је регентом. После повратка Баграт-а 1053. године, Липарит је опет заратио са њим. На крају, 1060. године његови следбеници су га ухапсили и предали краљу, који га је присилио на одлазак у манастир као и на то да се замонаши под именом Антон. Липарит је умро убрзо после тога у Цариграду и био је пребачен у свој патримонијални манастир у Катскију у Грузији.

### Мир
Друга половина 11. века обилежила је стратешки значајна инвазија Турака Селџука, који су крајем десетог века успели да изграде огромно царство, укључујући већину средње Азије и Персије. Слџучка претња је подстакла грузијске и византијске владаре да остваре блиску сарадњу. Да би осигурала савез, Багратова кћерка Марија се удала, негде између 1066. и 1071. године, за византијско са-цара(владара) Михајла Дуку.

## Грузијски поход на Чалдију
Упркос територијалним губицима од стране Василија II, грузијски краљеви су успели да задрже своју независност и уједине већину грузијских земаља у једну државу. Многе територије које су уступљене царству освојили су Турци Селџуци током 1070-их и 1080-их година, чиме је осигурана тема Иберије од пружања помоћи од стране византијског гувернера Грегорија Пакоуријана, који је започео евакуацију овог региона убрзо након катастрофе коју су је византијска војска доживела од Селџука код Манзикерта. Овом приликом, Георгије II Грузијски добио је византијску титулу цезара, и додељена му је тврђава Карс и постављен је на дужност главног човека који је вршио контролу на источним границама царства.
Односи између две хришћанске монархије тада су генерално били мирни осим у једној од епизода из 1204. године, када је цар Алексије III Анђел конфисковао донацију грузијске краљице Тамаре. Увређена оваквим поступком, Тамара је овај непријатељски чин искористила као изговор за своје проширење дуж југозападне обале Црног мора, насељене великом грузијском популацијом.
Грузијска војска под командом Алексија и Давида Комнина напала је Византију са истока крајем марта или почетком априла 1204. Према грузијским хроникама, поход је трајао осам дана, прошао је поред Трапезунта преко Лазике и завршио се заузећем Трапезунта у априлу. Локални заповедник дукс Нићифор Палаиологос није организовао довољно ефикасну одбрану против моћнијих грузијских снага.
Већ 13. априла 1204. године Константинопољ је пао у руке ксташима, који су тамо успоставили Латинско царство. Према грузијским изворима, новоосвојене територије дате су Алексију и Давиду Комненину, где су они успоставили про-грузијску државу. Алексије је проглашен за цара, док је Давид именован за стратега. Неки научници верују да је нова држава била потчињена Грузији, бар у првим годинама свог постојања, почетком 13. века.
Наредне године, Давид Комнин је командовао грузијским трупама у успешном походу који је резултирао освајањем територије између Трапезунта и Хераклеје Понтике, док је Алексије поразио Сеџуке и поново заузео Амисос, Синопу, Оинаион и Чалибију.